# Viele sind berufen
Viele sind berufen (Originaltitel: Career) ist ein US-amerikanisches Filmdrama aus dem Jahr 1959 unter der Regie von Joseph Anthony mit Dean Martin, Tony Franciosa und Shirley MacLaine in den Hauptrollen.

## Handlung
Nach seiner Rückkehr aus dem Zweiten Weltkrieg verließ Sam Lawson sein Zuhause und seine Freunde in Lansing, Michigan, um in New York Karriere als Schauspieler zu machen. Nach zahlreichen Vorsprechen tritt er der Off-Broadway-Theatergruppe Actors’ Rostrum bei, die von dem Schauspieler und Regisseur Maurice „Maury“ Novak in einer Seemannsmission in Greenwich Village geleitet wird. Als der Gruppe das Geld ausgeht, verlässt Novak das Theater, um ein berühmter Regisseur in Hollywood zu werden.
Beide Männer kennen Sharon Kensington, die alkoholkranke Tochter des mächtigen Broadway-Produzenten Robert Kensington.
Lawson versucht immer wieder, sich als Schauspieler zu etablieren und muss trotz seiner Hingabe und Leidenschaft für das Theater immer wieder Absagen hinnehmen. Das kostet ihn seine erste Frau. Lawsons leidgeprüfte Agentin Shirley Drake versucht, ihm Arbeit zu verschaffen, und nachdem er Sharon Kensington geheiratet hat und von seinem neuen Schwiegervater widerwillig unterstützt wird, beginnt Lawsons Stern langsam zu steigen. Doch Sharon verliebt sich in Novak und wird schwanger. Lawson lässt sich von ihr scheiden, um die Hauptrolle in Novaks neuer Produktion zu bekommen. Doch Novak hält sich nicht an die Abmachung. Nach langem Ringen gelingt es Drake, Lawson einen Job zu verschaffen, doch dann wird er in die Reserve einberufen, um in Korea zu dienen, wo er das Ende des Krieges miterlebt.
Lawson kehrt nach New York zurück, um vorzusprechen. Als er kurz davor steht, einen langfristigen Job als Fernsehmoderator zu bekommen, wird er auf seine Loyalität überprüft und zu seinem Entsetzen auf die Schwarze Liste gesetzt. Grund dafür ist seine Verbindung zu Novak und die angeblich „subversive“ Theaterarbeit des Actors’ Rostrum. Drake erklärt: „Sam, das sind sehr verantwortungsbewusste, patriotische Menschen. Sie versuchen nur, ihr Land zu schützen“. Lawson, der nun auf der Schwarzen Liste steht und die Realität der auf der Schwarzen Liste stehenden Schauspieler widerspiegelt, ist gezwungen, einen Job als Kellner anzunehmen. Als Drake ihn fragt, was er nun tun werde, antwortet Lawson: „Für mich gibt es nur eins. Überleben.“ In gewisser Weise war dies eine der ersten direkten Dokumentationen der Schwarzen Liste in einem Hollywood-Drama.
Novak, der selbst auf der Schwarzen Liste steht, taucht wieder in Lawsons Leben auf und schwört, mit einem neuen Off-Broadway-Theater einen Neuanfang zu wagen. Novak gesteht, dass er früher für kurze Zeit Kommunist war, allerdings aus opportunistischen, beruflichen Gründen. Er bietet Lawson an, wieder mit ihm zusammenzuarbeiten. Nach einer zufälligen Begegnung mit seiner ersten Frau, die nun Lawsons Ambitionen versteht, gibt Lawson seine Arbeit im Restaurant auf und nimmt das Angebot an. Das neue Stück, das auf der Schwarzen Liste steht, wird ein Erfolg und kommt an den Broadway. Als Lawson schließlich zu einem bedeutenden Schauspieler aufsteigt, fragt ihn Drake, der sich in Lawson verliebt hat, in der Schlussszene, als er an seine Kämpfe und Demütigungen denkt, ob es das „alles wert“ gewesen sei. „Ja“, sagt Lawson. „Es war es wert.“

## Produktion
Der Film basiert auf dem Theaterstück von James Lee, das 1957 am Off-Broadway Seventh Avenue South Playhouse in New York City uraufgeführt wurde und lose auf dem gleichnamigen Roman von Phil Stong aus dem Jahr 1936 basiert, der bereits 1939 von Dalton Trumbo und Bert Granet verfilmt worden war.
Für die Version von 1959 adaptierte Lee sein eigenes Stück.

## Besetzung und Synchronisation
Die deutsche Synchronisation des Films übernahm die Berliner Synchron GmbH Wenzel Lüdecke in Berlin.
| Rolle                               | Darsteller        | Sprecher        |
| ----------------------------------- | ----------------- | --------------- |
| Maurice 'Maury' Novak               | Dean Martin       | Klaus Miedel    |
| Sam Lawson                          | Anthony Franciosa | Paul Edwin Roth |
| Sharon Kensington                   | Shirley MacLaine  | Eva Krutina     |
| Shirley Drake                       | Carolyn Jones     | Agi Prandhoff   |
| Barbara Lawson Helmsley             | Joan Blackman     | N. N.           |
| Robert Kensington                   | Robert Middleton  | Hans Wiegner    |
| Marjorie Burke                      | Donna Douglas     | Sabine Eggerth  |
| Allan Burke                         | Jerry Paris       | Holger Hagen    |
| Charlie                             | Frank McHugh      | Alfred Balthoff |
| Eric Peters                         | Chuck Wassel      | Axel Monjé      |
| Marie, Sekretärin von Shirley Drake | Mary Treen        | N. N.           |
| Yosho                               | Yuki Shimoda      | N. N.           |
| Matt Helmsley                       | Alan Hewitt       | N. N.           |
| Kolumnistin                         | Marjorie Bennett  | N. N.           |
| Kensingtons Assistent               | Leslie Barrett    | Peter Schiff    |

## Auszeichnungen
| Auszeichnung | Jahr | Kategorie                          | Empfänger                                             | Resultat  |
| ------------ | ---- | ---------------------------------- | ----------------------------------------------------- | --------- |
| Golden Globe | 1960 | Bester Hauptdarsteller – Drama     | Anthony Franciosa                                     | Gewonnen  |
| Oscar        | 1960 | Beste Kamera (Schwarz-Weiß)        | Joseph LaShelle                                       | Nominiert |
| Oscar        | 1960 | Bestes Szenenbild (Schwarz-Weiß)   | Hal Pereira, Walter H. Tyler, Sam Comer, Arthur Krams | Nominiert |
| Oscar        | 1960 | Bestes Kostümdesign (Schwarz-Weiß) | Edith Head                                            | Nominiert |
| Laurel Award | 1960 | Top Male Dramatic Performance      | Dean Martin                                           | Nominiert |